# Grudkowe zapalenie oskrzelików
Grudkowe zapalenie oskrzelików (ang. follicular bronchiolitis, FB) – rzadka choroba zapalna oskrzelików związana z układowymi chorobami tkanki łącznej np. reumatoidalnym zapaleniem stawów, AIDS lub innymi niedoborami odporności, bądź też pojawiająca się samoistnie.
Głównym objawem choroby jest nasilająca się duszność. U pacjentów w badaniu rentgenowskim klatki piersiowej widoczne mogą być zmiany o charakterze niewielkich guzków, czasem z obecnością zagęszczeń o wyglądzie siateczki. W badaniu tomokomputerowym poza drobnymi guzkami stwierdza się tzw. "obraz drzewa w pączkach" (poszerzone oskrzeliki o pogrubiałej ścianie, niekiedy z zawartością wydzieliny) oraz zmiany o charakterze "mlecznego szkła" (nieznaczne zacienienie obszaru płuc z widocznym rysunkiem naczyń krwionośnych). Zarówno w badaniu rentgenowskim jak i tomografii komputerowej można stwierdzić powiększone węzły chłonne. W diagnostyce stosuje się również biopsję płuca a pobrany materiał bada się histopatologicznie – dopiero  wykonanie takiego badania może pozwolić na rozpoznanie grudkowego zapalenia oskrzelików (obserwuje się rozplem grudek chłonnych położonych wzdłuż oskrzeli i naczyń krwionośnych). W leczeniu choroby stosuje się kortykosterydy, wziewne leki rozszerzające oskrzela i erytromycynę (wykorzystywane jest tu regulujące czynność układu odpornościowego a nie bakteriostatyczne działanie tego antybiotyku z grupy makrolidów).